# Sojuz T-12
Sojuz T-12 – radziecka załogowa misja kosmiczna, będąca siódmą załogową ekspedycją na pokład stacji kosmicznej Salut 7, a czwartą załogą, która na krótko odwiedziła ten naukowy kompleks orbitalny.
W tym czasie na stacji znajdowała się trzecia załoga podstawowa w składzie: Leonid Kizim, Władimir Sołowjow i Oleg At´kow. Podczas pobytu na pokładzie Saluta 7 szóstka kosmonautów przeprowadziła wiele eksperymentów naukowych.
W skład załogi wchodzili: weteran Władimir Dżanibekow, druga kobieta w kosmosie Swietłana Sawicka i pilot programu Buran, Igor Wołk. Ten ostatni leciał w kosmos, aby zbadać zdolność kosmonauty do pilotowania powracającego pojazdu kosmicznego po długim pobycie na orbicie. Po wylądowaniu Wołk pilotował samolot i śmigłowiec, aby wyrobić u siebie właściwe nawyki niezbędne podczas pilotowania przyszłego radzieckiego promu kosmicznego. 25 lipca 1984 Dżanibekow i Sawicka wykonali spacer kosmiczny trwający 3 godziny i 35 minut, podczas którego testowali narzędzie wielofunkcyjne URI. Cięli i spawali próbki metali oraz napylali na nie pokrycia ochronne. Po raz pierwszy spacer kosmiczny przeprowadziła załoga wizytująca. Przeprowadzono także testy powietrza stacji. Pobyt tej trzyosobowej załogi w bazie satelitarnej Salut 7 nie był jednak długotrwały. Wrócili oni na Ziemię w statku Sojuz T-12 29 lipca 1984, a więc niespełna po dwóch tygodniach.
Swietłana Sawicka została pierwszą kobietą na świecie, która przebywała w otwartej przestrzeni kosmicznej.